# Krauchthal
Krauchthal est une commune suisse du canton de Berne, située dans l'arrondissement administratif de l'Emmental.

## Monuments

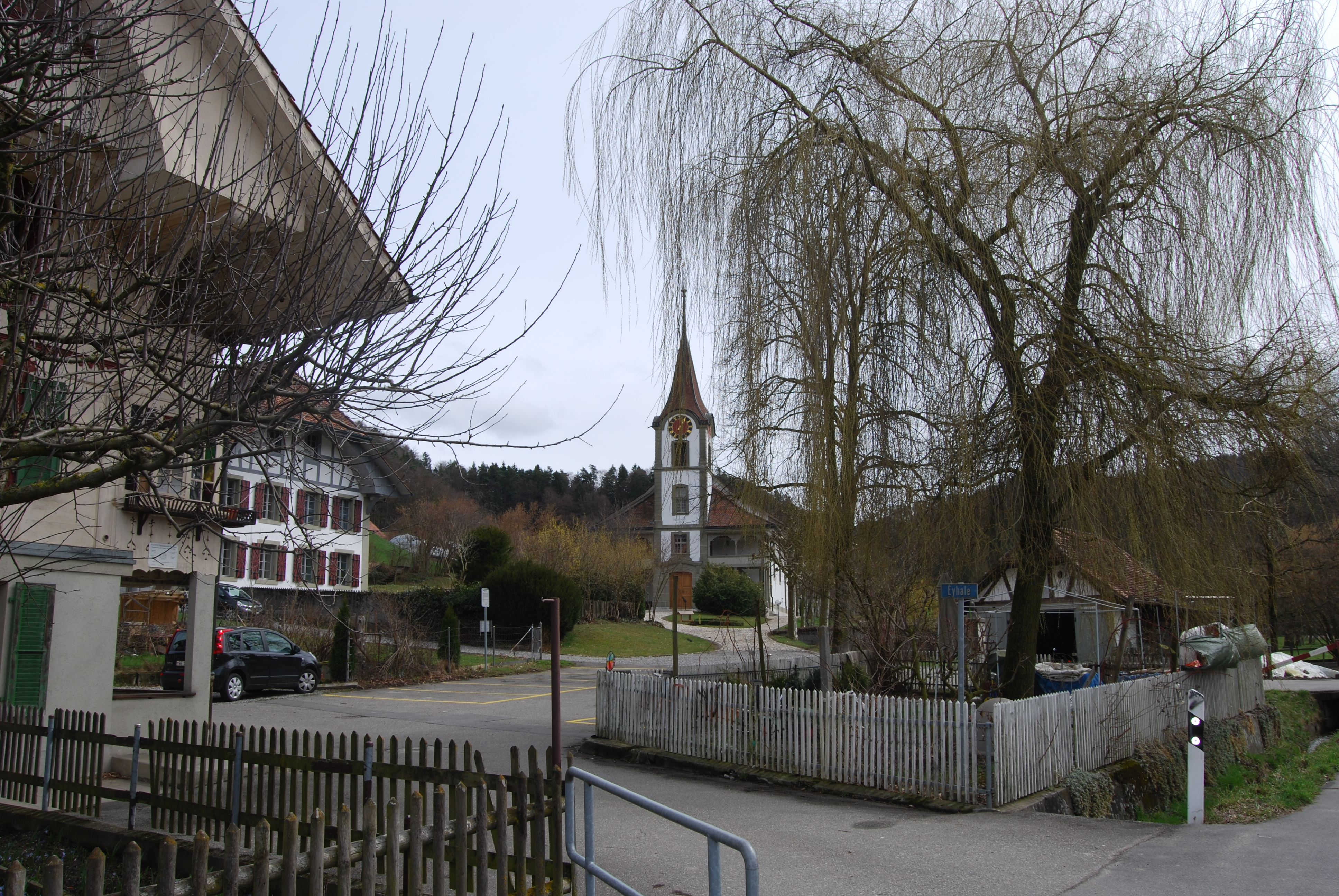
Église de Krauchthal

Photo aérienne (1954)

Le château de Thorberg est situé sur le territoire de la commune,. Depuis la fin du 19e siècle, l'administration bernoise a converti l'édifice en pénitencier. L'établissement pénitentiaire de Thorberg accueille des détenus condamnés à de longues peines ou à des traitements thérapeutiques institutionnels.
La Chartreuse de Sainte-Paule de Thorberg (1397-1528) : Les bâtiments conventuels furent édifiés à la place du château qui avait été assiégé pendant la guerre de Sempach (1386)